# Saveria Chemotti
Saveria Chemotti (Madruzzo (Italia), 5 aprile 1947) è una scrittrice, saggista e critica letteraria italiana.

## Biografia
Si è laureata all'Università di Padova, in materie letterarie nel 1972 (con una tesi su Antonio Gramsci quale critico della letteratura) e nel 1981 è diventata ricercatrice universitaria. Dal 2003 è stata delegata del rettore alla cultura e agli studi di genere e ha organizzato il Forum interdisciplinare per gli studi e la formazione di genere, presso l'Università di Padova. Dirige le collane di studi di genere Soggetti rivelati. Ritratti, storie, scritture di donne (ed. Il Poligrafo) e Graphie (ed. Il Poligrafo), la collana narrativa Vicoli. Vie strette secondarie. Paesaggi letterari inesplorati (ed. CLEUP), Destini incrociati (ed. Il Poligrafo 2021) e ha condiretto la rivista semestrale di storia della letteratura italiana contemporanea Studi novecenteschi (Pisa, Fabrizio Serra Editore).
Si occupa in particolare di romanticismo italiano ed europeo, narrativa del secondo ottocento e primo novecento, cultura e letteratura di genere e delle donne e di autori quali Ugo Foscolo, Antonio Gramsci, Tonino Guerra e Giuseppe Berto.
Ha contribuito alla ristampa della rivista Argomenti. (Arnaldo Forni Editore) e nel 2011 ha collaborato con il giornalista Paolo Coltro per una sua raccolta di articoli. Ha curato la pubblicazione postuma di alcune opere di Antonietta Giacomelli (quali Vigilie (1914-1918) e Sulla breccia) e di Romano Pascutto (quali Il pretore delle baracche, La lodola mattiniera e Il viaggio); nel 2013 ha coordinato il ciclo di lezioni La Schola del Bo. La ricerca e l’esperienza culturale a disposizione della città presso l'Università di Padova.
La sua opera La passione di una figlia ingrata (2014) è giunta finalista alla sezione Narrativa del Premio letterario Giovanni Comisso, edizione 2015.

## Opere principali

### Saggi
- A piè di pagina. Saggi di letteratura italiana, Padova, ed. Il Poligrafo, 2012, 605 pp, ISBN 9788871157726.
- Lo specchio infranto: la relazione tra padre e figlia in alcune scrittrici italiane contemporanee in collaborazione con la Regione del Veneto, Padova, ed. Il Poligrafo, 2010, 234 pp, ISBN 9788871156811.
- L'inchiostro bianco: madri e figlie nella narrativa italiana contemporanea, Padova, ed. Il Poligrafo, 2009, 331 pp, ISBN 9788871156200.
- La terra in tasca: esperienze di scrittura nel Veneto contemporaneo, ed. Il Poligrafo, 2003, 317 pp, ISBN 9788871153483.
- Il "limes" e la casa degli specchi. La nuova narrativa veneta a cura di University of Michigan, Padova, ed. Il Poligrafo, 1999, 268 pp, ISBN 9788871152066.
- Il mito americano: origine e crisi di un modello culturale, Padova, ed. CLEUP, 1980, 127 pp., ISBN 9788871788234.
- Gli intellettuali in trincea: politica e cultura nell'Italia del dopoguerra, introduzione di Gian Piero Brunetta, Padova, ed. CLEUP, 1977, 144 pp, BN 778486.
- Umanesimo, rinascimento, Machiavelli nella critica gramsciana, Roma, ed. Bulzoni, 1975, 129 pp, BN 764120.

### Atti di convegni
- La cura come relazione con il mondo: sapienza delle donne, costruzione o costrizione?, Padova, ed. Il Poligrafo, 2015, 336 pp, ISBN 9788871159072.
- Il genere nella ricerca storica, a cura di Saveria Chemotti e Maria Cristina La Rocca, Padova, ed. Il Poligrafo, 2015, 2 volumi (822 pp e 851-1383 pp), ISBN 9788871158471.
- La questione maschile: archetipi, transizioni, metamorfosi, Padova, ed. Il Poligrafo, 2015, 587 pp, ISBN 9788871159102.
- La scena inospitale: genere, natura, polis, Padova, ed. Il Poligrafo, 2014, 495 pp, ISBN 9788871158822.
- Affettività elettive: relazioni e costellazioni dis-ordinate, Padova, ed. Il Poligrafo, 2014, 437 pp, ISBN 9788871158303.
- Le graphie della cicogna: la scrittura delle donne come ri-velazione, Padova, ed. Il Poligrafo, 2012, 503 pp, ISBN 9788871157757.
- Inquietudini queer. Desiderio, performance, scrittura, a cura di Saveria Chemotti e Davide Susanetti, ed. Il Poligrafo, 2012, ISBN 9788871157900.[11]
- Padri nostri: archetipi e modelli delle relazioni tra padri e figlie in collaborazione con la Regione del Veneto, Padova, ed. Il Poligrafo, 2010, 586 pp, ISBN 9788871157146.
- Il ritratto dell'amante: l'artista, la musa, il simulacro, Padova, ed. Il Poligrafo, 2009, 345 pp, ISBN 9788871156217.
- Donne al lavoro: ieri, oggi, domani, Padova, ed. Il Poligrafo, 2009, 593 pp, ISBN 9788871155845.
- Donne: oggetto e soggetto di studio: la situazione degli womenʼs studies nelle università italiane, Padova, ed. Il Poligrafo, 2009, 558 pp, ISBN 9788871156309.
- Madre de-genere: la maternità tra scelta, desiderio e destino, Padova, ed. Regione del Veneto, 2009, 592 pp, ISBN 9788871156224.
- La galassia sommersa: suggestioni sulla scrittura femminile italiana in collaborazione con la Regione del Veneto, a cura di Antonia Arslan e Saveria Chemotti, Padova, ed. Il Poligrafo, 2008, ISBN 9788871156316.
- L'orgia estetica: il corpo femminile tra armonia ed esasperazione a cura di Saveria Chemotti e Raffaella Failla, Padova, ed. Il Poligrafo, 2007, 143 pp, ISBN 9788871154978.
- Donne mitiche, mitiche donne, a cura di Elisa Avezzù, Saveria Chemotti, Padova, ed. Il Poligrafo, 2007, 216 pp, ISBN 9788871155838.
- Corpi di identità: codici e immagini del corpo femminile nella cultura e nella società, Padova, ed. Il Poligrafo, 2005, ISBN 9788871154312.
- Donne in filosofia: percorsi della riflessione femminile contemporanea, Padova, ed. Il Poligrafo, 2005, ISBN 9788871154305.
- Donne in-fedeli: testi, modelli, interpretazioni della religiosità femminile, a cura di Anna Maria Calapaj Burlini e Saveria Chemotti, Padova, ed. Il Poligrafo, 2005, 323 pp, ISBN 9788871154756.
- Sergio Maldini: due anni dopo, a cura di Beatrice Bartolomeo, Saveria Chemotti e Cesare De Michelis, Pisa, ed. Giardini, 2003, 136 pp, ISBN 9788842714224.
- L'opera di Paolo Barbaro, a cura di Beatrice Bartolomeo, Saveria Chemotti e Cesare De Michelis, Pisa, ed. Giardini, 2003, 125 pp, ISBN 9788842708872.
- Letterati al cinema, a cura di Beatrice Bartolomeo, Saveria Chemotti e Manlio Piva, Pisa, ed. Istituti editoriali e poligrafici internazionali, 2002, ISBN 9788881473380.
- Cesare Ruffato: la poesia in dialetto e in lingua a cura di Beatrice Bartolomeo, Saveria Chemotti e Cesare De Michelis, Pisa, ed. Istituti editoriali e poligrafici internazionali, 2001, 162 pp, ISBN 9788881474844.
- Giuseppe Berto vent'anni dopo a cura di Beatrice Bartolomeo, Saveria Chemotti e Cesare De Michelis, Pisa, ed. Istituti editoriali e poligrafici internazionali, 2000, 170 pp, ISBN 9788881472208.[7][12][13]

### Romanzi
- Ti ho cercata in ogni stanza, ed. L'Iguana, 2016, 162 pp, ISBN 9788898174201.
- La passione di una figlia ingrata, ed. L'Iguana, 2014, 252 pp, ISBN 9788898174089.
- Ci darà un nome il tempo, Roma, Jacobelli, 2022
- Siamo tutte ragazze madri, ed. L'Iguana, 2018,  pp. 168, ISBN 978-88-98174-28-7
- A che punto è il giorno. Racconti, ed. Apogeo, 2019, pp. 189, ISBN 978-88-99479-43-5
- Quella voce poco fa, ed. Jacobelli, 2019, pp.205, ISBN 9788862524698

### Racconti
- M'ama? Mamme, madri, matrigne oppure no, a cura di Annalisa Bruni, Saveria Chemotti e Antonella Cilento, Padova, ed. Il Poligrafo, 2008, ISBN 9788871155906.
- Il giogo dei ruoli (con Mario Coglitore), Il poligrafo, 2021.